# Uganda régiói

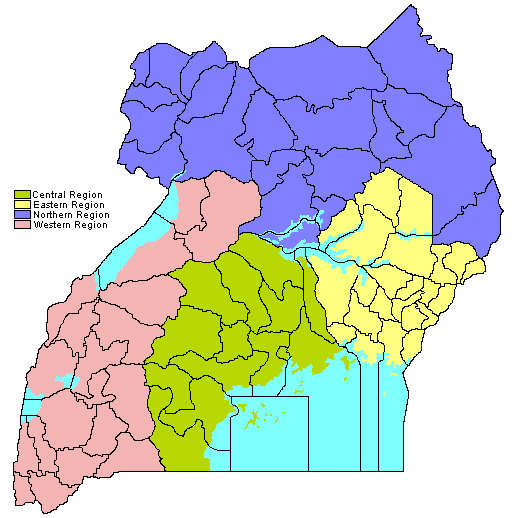
Uganda-térkép 2006-ban

Uganda régióiból négy van; Keleti-, Nyugati-, Északi- és Központi régió. Ebben a négy régióban vannak a kisebb területű kerületek. Ezekből 2002-ben 56, 2006-ban 76, 2010-től 111 van az országban, meg egy maga a főváros, Kampala.
A kormány közvetlenül képes hatni a közigazgatási egységekre, így sem a régiók, sem a kerületek nem rendelkeznek fontos szereppel a közigazgatásban. A brit uralom alatt a régiók voltak a funkcionális közigazgatási egységek, melyek élén egy-egy tartományi biztos állt. A tartományokat a korábban ott található királyságok határai szerint osztották be. A Központi régió, ahol korábban Buganda területe volt, egy félig autonóm kormánnyal működött, élén a kabakával. Azt a tartományi vezetőt, akik a Központi régiót kormányozta, politikai ügyvivőnek (Resident) nevezték, a többi három rész vezetőjét pedig helytartónak hívták.
A négy régió lakosságának eloszlása körülbelül azonos. A 2002-es népszámláláskor a lakosság a következőképpen oszlott el: a Központiban 27%, a Keletiben 25%, a Nyugatiban 26%, az Északiban 22%. Azóta ez változott, de nem nagy mértékben. Általánosságban;a Központi népessége nő, az Északié csökken, a Keleti és Nyugati pedig egy szinten maradnak.
A népsűrűség régiónként a következőképpen alakult: a Központiban 176 fő/km², a Keletiben 226 fő/km², a Nyugatiban 126 fő/km² az Északiban pedig 65 fő/km².
A városi lakosság aránya igen kicsi. 2002-ben a 24,5 millió emberből összesen csak 3 millió élt városokban (ez a lakosság 12%-a). A 3 millió 54%-a Központiban (Kampala miatt), 17%-a az Északiban, 14%-a Nyugatiban és 13%-a a Keleti régióban volt.
| Régió    | Székhely | Népesség  | Százalék | Terület      |
| -------- | -------- | --------- | -------- | ------------ |
| Központi | Kampala  | 9 579 119 | 27,7%    | 61 403,2 km² |
| Nyugati  | Mbarara  | 8 939 355 | 25,6%    | 55 276,6 km² |
| Keleti   | Jinja    | 9 094 960 | 26%      | 39 478,8 km² |
| Északi   | Gulu     | 7 230 661 | 20,7%    | 85 391,7 km² |
| Forrás:  |          |           |          |              |